# Úrvacsora (film)
Az Úrvacsora (eredeti cím: Nattvardsgästerna) 1963-ban bemutatott, fekete-fehér svéd filmdráma Ingmar Bergman rendezésében.
Bergman Magány-trilógiájának második darabja Svédország egy kis egyházközösségének evangélikus lelkipásztoráról szól, akit felesége halála óta kínoz a bizonytalanság Isten létezését illetően. A hitét próbáknak veti alá az ekcémától szenvedő ateista tanítónő, aki megkísérli rávenni a papot, hogy vegye őt feleségül, illetve egy depressziós férfi, aki a segítségét kéri, hogy le tudja küzdeni a nukleáris háborútól való félelmeit.
A cselekmény lecsupaszított és lényegre törő. Az egyszerű, hideg szürke belsők és tájak is hozzájárulnak a film zord légköréhez. Ebben a filmben még nem jelenik meg reménysugár a szereplők életében.
Svédországban 1963. február 11-én mutatták be a mozikban, Magyarországon 1993. május 7-én az MTV1-en vettették le a televízióban.

## Történet
A film a lelkész Tomas Ericsson (Gunnar Björnstrand) déli istentiszteletének záró momentumával kezdődik. A hallgatóság csak maroknyi emberből áll, köztük a halász Jonas Persson (Max von Sydow), felesége, Karin (Gunnel Lindblom) és Tomas volt szeretője, az ateista Märta Lundberg (Ingrid Thulin). Az istentisztelet után Tomas komoran készülődni kezd egy három órai lelkészi szolgálatra egy másik városban.
Mielőtt elindulna, Perssonék beszélni kívánnak vele. Jonas nagyon rosszkedvű lett, amióta megtudta, hogy Kína atombombát kezdett kifejleszteni. Tomas csak néhány szót vált vele, de megkéri, hogy jöjjön vissza, miután hazavitte a feleségét. Nem sokkal Perssonék távozása után Märta jelenik meg, és megkérdi Tomast, hogy elolvasta-e a neki írt levelét. A férfi nemmel felel, majd elmondja, hogy képtelen volt segíteni Jonason, és képtelen bármi hasznosat is mondani neki, mióta ő is ugyanolyan reménytelennek érzi magát. Märta bevallja, hogy még mindig szereti Tomast, de tudja, hogy a férfi nem viszonozza érzéseit. Amikor a nő távozik, Tomas elkezdi olvasni a levelet.
A következő hat percben Märta arcát lehet látni, aki elmondja, mi áll az általa írt levélben: Tomas szemére veti a kapcsolatuk alatti mellőzöttséget, hogy teste kiütéses lett a tőle való irtózattól, és a férfi hite vagy imái semmit sem segítettek rajta. Tomas befejezi az olvasást, majd elalszik. Ahogy felébred, visszatér Jonas. A lelkész eleinte esetlenül megpróbál tanácsot adni, végül bevallja, hogy ő maga is elvesztette hitét. Elmeséli, hogy a spanyol polgárháború alatt Lisszabonban teljesített szolgálatot, ahol nem tudta összeegyeztetni a benne élő szerető Isten képét a háború kegyetlenségével, ezért inkább nem vett tudomást a körülötte folyó atrocitásokról. Végül azt mondja, hogy a dolgok több értelmet nyernek, ha tagadjuk Isten létét, mert az emberi kegyetlenség nem igényel magyarázatot. Ahogy Jonas távozik, Tomas a feszületre néz, és végre szabadnak érzi magát.
Märta, aki szintén a templomban tartózkodott, örömmel veszi tudomásul a fejleményeket és átöleli Tomast. Az özvegy Magdalena (Elsa Ebbesen) zavarja meg őket, aki közli, hogy Jonas agyonlőtte magát a vadászpuskájával. Tomas egyedül vezet a helyszínre, ahol sztoikus nyugalommal segít a rendőröknek letakarni Jonas holttestét egy ponyvával. Märta érkezik meg gyalogosan, akit Tomas hazavisz, majd a nő behívja a lelkészt a házába, hogy adjon neki valami orvosságot a megfázására.
Tomas bevallja, hogy azért utasította el Märtát, mert elege lett az állandó pletykákból. Viszont amikor látja, hogy ez nem befolyásolja a nő érzéseit, elmondja, hogy torkig volt a folytonos fecsegésével, és Märta soha nem érhet néhai felesége nyomába, aki az egyetlen nő volt, akit valaha is szeretett. A sokkoló vallomás után Märta beleegyezik, hogy elkísérje Tomast a Persson-házba, elmondani Jonas feleségének, mi történt férjével. Karint teljesen összetöri férje öngyilkossága, összeesik, és nem tudja elképzelni saját és gyermekei jövőjét. Tomas felületesen felajánlja segítségét, majd távozik.
A három órai szolgálathoz a másik templomba érve, Tomas és Märta üresen találja az épületet, kivéve a púpos sekrestyést, Algotot (Allan Edwall) és az orgonista Fredriket (Olof Thunberg), aki késve érkezik, enyhén ittas állapotban. Fredrik azt mondja Märtának, hogy el kellene hagynia a kisvárost és Tomast, és élnie saját életét, ahelyett, hogy összetört álmai romjain éljen, ahogy a többiek is körülötte. Eközben a sekrestyében Algot a passióról kérdezi Tomast. Algot nem érti, hogy miért fektetnek olyan nagy hangsúlyt Jézus fizikai szenvedésére, amely rövid volt, azzal szemben, hogy tanítványai – akik megtagadták őt, nem értették meg tanítását és nem követték tanait – elárulták, és Isten se felelt neki a kereszten. „Nem volt Isten hallgatása rosszabb?” Tomas, aki végig csendben hallgatott, igennel felel. Algot és Fredrik nem érti, hogy miért kell megtartani az istentiszteletet, ha senki nem jött el, de Tomas azt válaszolja, hogy valaki eljött: Märta. Ahogy elkezdi a szolgálatot, véget ér a film.

## Szereplők
| Színész            | Szereplő                | Magyar hang        |
| ------------------ | ----------------------- | ------------------ |
| Gunnar Björnstrand | Tomas Ericsson, lelkész | Tolnai Miklós      |
| Ingrid Thulin      | Märta Lundberg, tanárnő | Ráckevei Anna      |
| Max von Sydow      | Jonas Persson           | Szakácsi Sándor    |
| Gunnel Lindblom    | Karin Persson           | Kútvölgyi Erzsébet |
| Allan Edwall       | Algot Frövik            | N/A                |
| Olof Thunberg      | Fredrik Blom            | N/A                |
| Kolbjörn Knudsen   | Knut Aronsson           | N/A                |
| Elsa Ebbesen       | Magdalena Ledfors       | N/A                |

További magyar hangok: Berzsenyi Zoltán, Galamb György, Hamvas Dániel, Konrád Antal, Szögi Arany

## Magány-trilógia
Az Úrvacsorára gyakran a Magány-trilógia második darabjaként hivatkoznak, az első a Tükör által homályosan, míg a harmadik a A csend. Mindhárom film középpontjában spirituális kérdések állnak. Egy 1969-ben készült interjúban Bergman bevallotta, hogy eredetileg nem volt célja trilógiát készíteni, csak a filmek utólagos hasonlósága miatt tekinthető annak.

## Fordítás
Ez a szócikk részben vagy egészben  a   Winter_Light című angol Wikipédia-szócikk fordításán alapul.  Az eredeti cikk szerkesztőit annak laptörténete sorolja fel. Ez a jelzés csupán a megfogalmazás eredetét és a szerzői jogokat jelzi, nem szolgál a cikkben szereplő információk forrásmegjelöléseként.

## Lásd még
- Úrvacsora